# 1905 en cyclisme
| Années du cyclisme : 1902 - 1903 - 1904 - 1905 - 1906 - 1907 - 1908    |
| Décennies du cyclisme : 1870 - 1880 - 1890 - 1900 - 1910 - 1920 - 1930 |

Les faits marquants de l'année 1905 en cyclisme.

## Par mois

### Avril
- 23 avril : le Français Louis Trousselier gagne le Paris-Roubaix.

### Mai
15 mai : l'Espagnol Pablo Pujol devient champion d'Espagne sur route.
21 mai : le Français Hippolyte Aucouturier gagne Bordeaux-Paris pour la deuxième fois.
28 mai : l'Italien Giovanni Rossignoli gagne Milan-Turin. L'épreuve ne reprendra qu'en 1911.

### Juillet
- 9 juillet : départ du troisième Tour de France. Un changement intervient, le classement au temps de parcours est abandonné au profit du classement par Points. Chaque coureur cumule les places qu'il obtient a toutes les arrivées d'étapes, celui qui a le moins de points est désigné vainqueur. Tout écart de 5 minutes entre 2 coureurs ajoute un point au coureur arrivé le deuxième, toutefois l'écart entre 2 coureurs ne peut excéder 10 points. Le Français Louis trousselier gagne la première étape Paris-Nancy en devançant son compatriote Jean Baptiste Dortignacq de 3 minutes et prend la tête du classement général avec 1 pts. Le Français Hippolyte Aucouturier grand favori est 4e à 26 minutes. Le calcul des points laisse à désirer puisque cela représente 5 pts à ajouter aux 4 pts de la 4e place, mais au lieu de 9 pts, Aucouturier se voit octroyer 8 pts.
- 10 juillet Le Français Lucien Petit-Breton a abandonné le Tour au prétexte d'avoir crevé tous ses boyaux lors de la 1re étape, en fait il prépare le Record de l'heure et vient donc s'entrainer sur le vélodrome de Buffalo. Le directeur de Buffalo, Robert Coquelle, qui le reçoit le blâme en disant que le Tour de France était la meilleure préparation pour battre le record de l'heure. Il persuade Petit-Breton de repartir à Nancy pour prendre le départ de la 2e étape. Petit-Breton est réintégrer dans le Tour moyennant 70 points de pénalisation.
- 11 juillet : le Français Hippolyte Aucouturier gagne la 2e étape Nancy-Besançon. Le Français René Pottier est le premier à franchir en tête le Ballon d'Alsace, il prend aussi la tête du classement général avec 6 pts. Ses compatriotes Aucouturier et Louis Trousselier son 2e avec 9 pts. Même chose que pour Aucouturier, Trousselier finit 5e à 26 minutes ce qui représente 10 pts mais il ne lui ait octroyé que 8 pts.
- 15 juillet le Français Louis Trousselier gagne la 3e étape Besançon-Grenoble devant son compatriote Lucien Petit-Breton et reprend la tête du classement général avec 10 pts. Son compatriote Hippolyte Aucouturier arrive 3e de l'étape à 10 minutes, il est 2e au classement général avec 15 pts. Le Français René Pottier abandonne à cause d'une tendinite.
- 16 au 23 juillet : championnats du monde de cyclisme sur piste à Anvers. Le Français Gabriel Poulain est champion du monde de vitesse professionnelle. Le Britannique Jimmy Benyon est champion du monde de vitesse amateur.
- 16 juillet : le Français Hippolyte Aucouturier gagne la 4e étape Grenoble-Toulon, son compatriote Louis Trousselier est 2e à 24 minutes. Au classement général Trousselier et Aucouturier sont 1er à égalité avec 16 pts
- 18 juillet : le Français Louis Trousselier gagne la 5e étape Toulon-Nimes devant son compatriote Maurice Decaup. Son compatriote Hippolyte Aucouturier termine 12e à 36 minutes et perd 18 pts. Au classement général Trousselier reste en tête avec 17 pts devant Aucouturier 34 pts.
- 20 juillet : le Français Jean Baptiste Dortignacq gagne la 6e étape Nimes-Toulouse devant ses compatriotes Lucien Petit-Breton 2e, Louis Trousselier 3e et Hippolyte Aucouturier 4e . Au classement général Trousselier est 1er avec 20 pts et Aucouturier 2e avec 39 pts.
- 23 juillet : le Français Louis Trousselier gagne la 7e étape Toulouse-Bordeaux devant son compatriote Philippe Pautrat. Le Français Hippolyte Aucouturier est 4e. Au classement général Trousselier reste en tête avec 21 pts toujours suivi par Aucouturier 43 pts.
- 25 juillet : le Français Hippolyte Aucouturier gagne la 8e étape Bordeaux-La Rochelle devant ses compatriotes Jean Baptiste Dortignacq 2e et Louis Trousselier 3e. Au classement général Trousselier est 1er avec 24 pts et Aucouturier 2e avec 44 pts.
- 27 juillet : le Français Louis Troussellier gagne la 9e étape La Rochelle-Rennes devant son compatriote Maurice Decaup. Le Français Hippolyte Aucouturier termine 7e. Au classement général Trousselier en tête avec 25 pts distance Aucouturier 51 pts.
- 29 juillet : le Français Jean Baptiste Dortignacq gagne la 10e étape Rennes-Caen devant son compatriote Maurice Decaup. Le Français Louis Trousselier termine 4e et son compatriote Hippolyte Aucouturier termine 7e. Au classement général Trousselier possède 29 pts et devance Aucouturier 58 pts.
- 30 juillet : le Français Jean Baptiste Dortignacq gagne la 11e étape Caen-Paris devant ses Compatriotes Lucien Petit-Breton 2e, Hippolyte Aucouturier 3e et Louis Trousselier 4e à 17 minutes.
- 30 juillet : le Français Louis Trousselier remporte le Tour de France avec 35 pts : (1+ 8 + 1 + 6 + 1 + 3 + 1 + 3 + 1 + 4 + 6)
- Il gagne aussi cinq étapes. Il est recordman de victoire d'étapes sur le Tour à égalité avec son compatriote Hippolyte Aucouturier avec 5 victoires, Trousselier les gagnant sur un seul Tour .
- Hippolyte Aucouturier est 2e au classement général avec 61 pts : (8 + 1 + 6 + 1 + 18 + 5 + 4 + 1 + 7 + 7 + 3)
- le Français Jean Baptiste Dortignacq est 3e au classement général avec 64 pts. : (2 + 22 + 15 + 3 + 6 + 1 + 6 + 2 + 3 + 1 + 1)

### Août
24 août : sur le vélodrome Buffalo à Paris, le Français Lucien Petit Breton bat le Record du monde de l'heure en parcourant 41,110 km.

### Septembre
20 septembre : l'Italien Eberardo Pavesi gagne Rome-Naples-Rome.

### Octobre
15 octobre : le Belge Dieudonné Jamar devient champion de Belgique sur route.

### Novembre
- 12 novembre : la première édition du Tour de Lombardie est remportée par l'Italien Giovanni Gerbi.

## Principales naissances
- 3 juillet : Gaston Rebry, cycliste belge, vainqueur de Paris-Roubaix 1931, 1934 et 1935, du Tour des Flandres en 1934 († 3 juillet 1953).
- 26 septembre : Max Bulla, cycliste autrichien, vainqueur du Tour de Suisse en 1933 († 1er mars 1990).
- 16 octobre : Vicente Trueba, cycliste espagnol, premier vainqueur du Grand Prix de la montagne du Tour de France († 10 novembre 1986).